# Bœuf Mironton

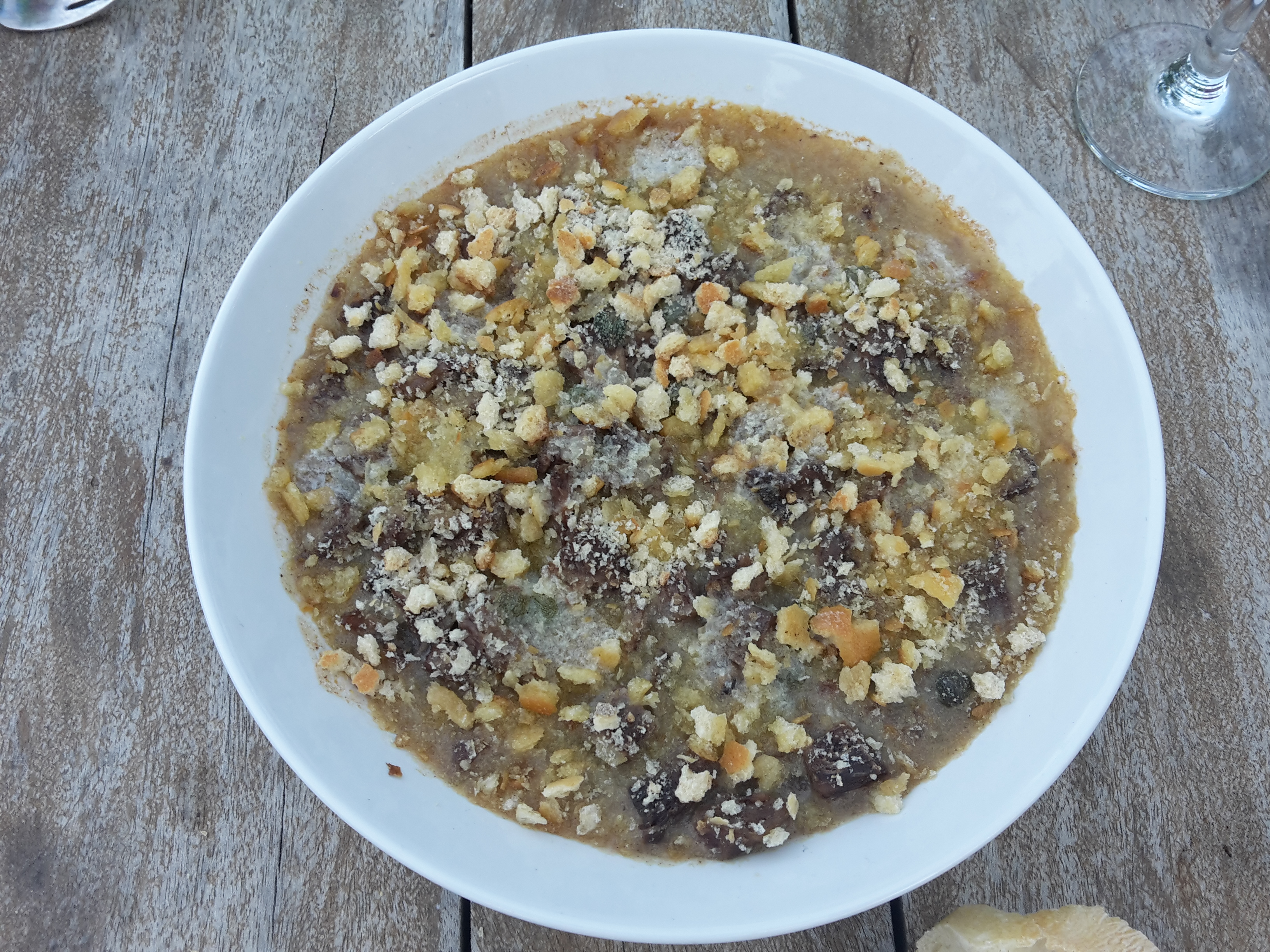
Bœuf de Mironton nach dem Rezept von Reboul

Bœuf mironton, Bœuf de Mironton oder Miroton de Bœuf, provençalisch Biou i cebo, ist ein althergebrachtes französisches Rindfleischgericht mit Zwiebeln, Speck und Essig und/oder Weißwein, das in verschiedenen Variationen zubereitet werden kann.
Meist handelt es sich um eine Resteverwertung von gekochtem Rindfleisch, das zusammen mit Zwiebeln in einer Sauce gratiniert oder aufgewärmt wird. Dünne, sich leicht überlappende Scheiben vom Rindfleisch werden in einer feuerfesten Schüssel mit Zwiebeln, Sauce Lyonnaise und z. B. Tomaten angeordnet. Das Gericht wird auch im Ofen mit Butter, sautierten Zwiebeln und Semmelbröseln gebacken. Es wird häufig auch Bœuf en miroton (deutsch: Rindfleisch in einem Miroton) genannt.

## Geschichte und Wortherkunft

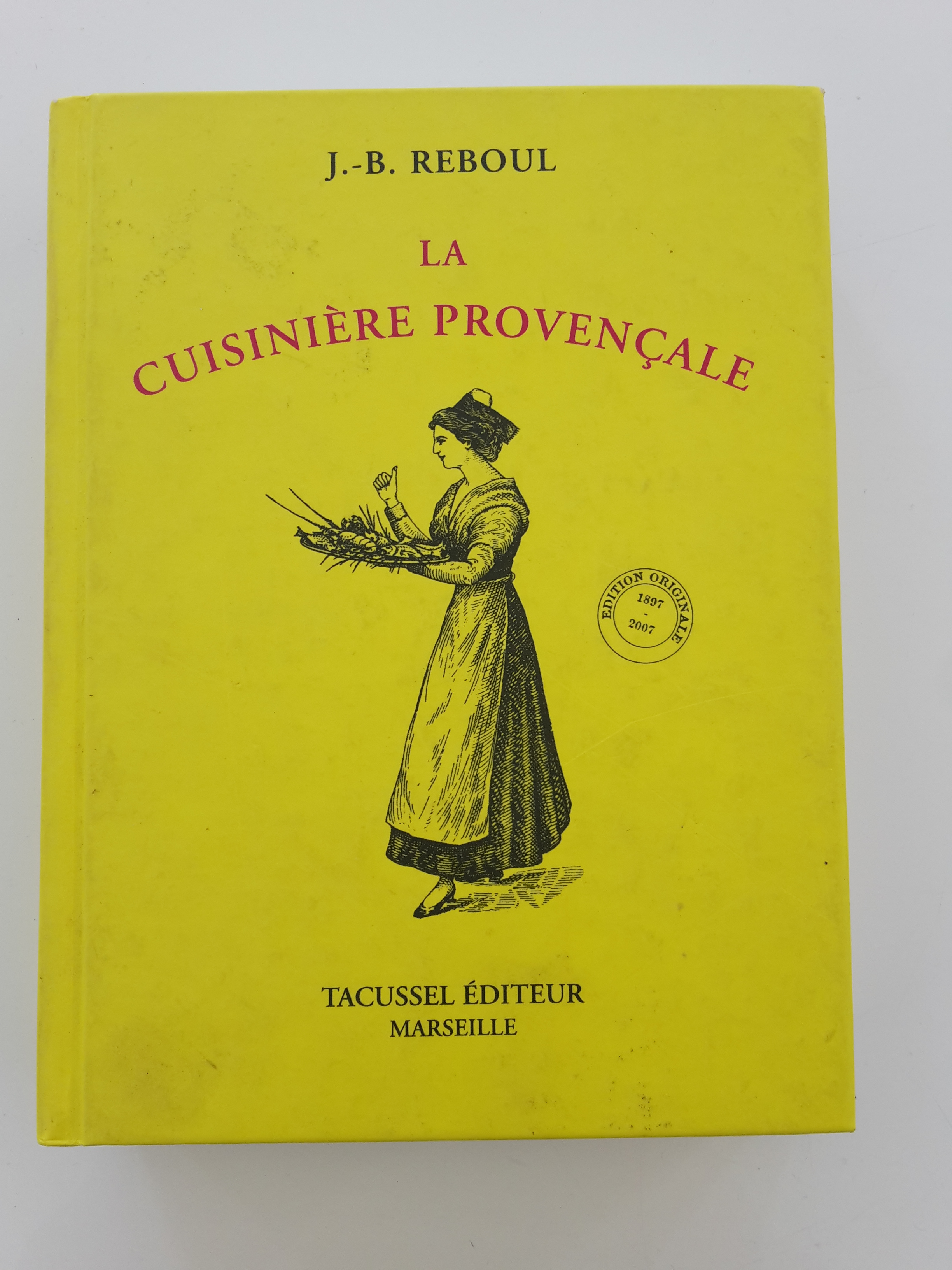
Unveränderte und leicht ergänzte 28. Auflage der La Cuisinière provençale von 2007

### Frankreich
Die Wortherkunft ist nicht sicher geklärt. Der Name Mironton (später in Miroton verfälscht) taucht anscheinend zeitgleich in alten französischen Kochbüchern sowie auch in dem französischen Kinderreim Malbrough s’en va-t-en guerre auf, muss aber schon davor im Volksmund existiert haben. Früher wurde das Wort Miroton oder Mironton nicht nur für Fleisch- und Fischgerichte, sondern auch für andere geschichtete Gerichte mit Gemüsen, Äpfeln oder Pilzen verwendet. Jean-Paul Aron schrieb, dass die französische Küche des 19. Jahrhunderts die Finesse der Zubereitung weit mehr schätzte als die Zutaten selbst, mit der Folge, dass der Snobismus in Bezug auf das Servieren bescheidener Speisen aufgehoben wurde. Aus Essensresten entstanden verschiedene Pariser Gerichte wie das Boeuf Miroton, das im Kochbuch  „La cuisiniere bourgeoise“ beschrieben wird. „Das wahre Rezept für Miroton“, schrieb der Dichter Théodore de Banville, „ist nur noch drei oder vier sehr alten Concierges des Saint-Sulpice-Viertels bekannt, die einst im Dienst der Erzbischöfe standen“.

### Deutschland
Im deutschen Sprachgebrauch taucht der kulinarische Begriff ab der zweiten Hälfte des 17. Jahrhunderts auf, 1701 als Mierottong von Kalbfleisch in einem Lexikon von Andreas Glorez. Die Kochbuchautorin Sophie Wilhelmine Scheibler erklärte 1859:

„Miroton; auf Miroton-Art (en miroton) anrichten heißt, Fleisch-, Geflügel- und Fischstücke, Cotelettes u. s. w. im Kreise so auf die Schüssel legen, daß jedes Stück das andere halb bedeckt und auf diese Weise ein Kranz gebildet wird, in dessen leere Mitte man Sauce, ein Ragout u.s.w. anrichtet.“

Jean-Baptiste Reboul beschreibt in seinem Kochbuch La Cuisinière provençale das Bœuf de Mironton mit einer, mit Essig gesäuerten, Mehlschwitze.

## Verbreitung
Das Gericht findet sich – mit Abwandlungen –  in allen nationalen Küchen, in denen Rindfleisch verwendet und nach der Cuisine française gekocht wird. In Russland ist das Gericht als Беф миротон bekannt.
Als Variation wird vorgeschlagen, das Fleisch mit Semmelbrösel zu überbacken und einer Sauce Espagnole oder Soße Italienne anzurichten.
Bœuf Mironton findet sich in den Kriminalromanen von Georges Simenon als Lieblingsgericht des Protagonisten Kommissar Maigret.